# Valmet Raceabout
El Valmet Raceabout fue un automóvil deportivo de serie limitada fabricado por la finlandesa Valmet Automotive, el brazo automotríz de la nacional Valmet, como un roadster de 2 plazas, motor central y tracción trasera. Fue producido entre 2002 y 2005.

## Historia
Valmet Automotive es un fabricante finlandés bajo contrato, históricamente produjo automóviles en Finlandia bajo pedido de compañías como la sueca Saab (la compañía antes era conocida como Saab-Valmet), la rusa Lada, las alemanas Opel, Porsche y Mercedes-Benz, la estadounidense Fisker, entre otros. El proyecto comenzó en 1998 en la Escuela Politécnica de Helsinki, en el laboratorio de ingeniería automotriz, el modelo a escala real se terminó en 1999 y luego se presentó un chasis en el Salón del Automóvil de Helsinki, y en 2000 se produjo el debut mundial de un prototipo funcional hecho en colaboración con Valmet en el Salón del Automóvil de Ginebra.
En 2005, en el mismo salón del automóvil, Valmet presentó su Raceabout definitivo. Las especificaciones oficiales del fabricante fueron las siguientes. Es un roadster de 2 plazas con un chasis monocasco remachado de aluminio, con más de 2000 remaches del tipo aeronáutico. Los paneles de la carrocería son removibles y están hechos de un material compuesto de carbono de aproximadamente 30 kg, fue fabricado utilizando diferentes técnicas. El interior tiene paneles compuestos de carbono, asientos deportivos Sparco con arneses de 4 puntos. Suspensión de doble horquilla adelante y atrás, con amortiguadores Koni personalizados y rebote ajustable. El motor es un bloque completamente hecho de aluminio y 4 cilindros en línea fabricado por Saab, con un intercooler personalizado y un filtro de aire de flujo libre. Además de un sistema de escape con doble catalizador Kemira Metalkat y un solo silenciador. La transmisión es una manual de 5 velocidades, con bloqueo diferencial de tipo Torsen.

## Apariciones en otros medios
El Raceabout es notable por su aparición en el simulador Live for Speed, a partir de la versión S2 (Stage 2). Está basado en una versión previa del 2002, debido a su disposición MR, si se comete un error en manejo, aunque sea un poco, girará bruscamente.